# Herb gminy Korczew
Herb gminy Korczew – symbol gminy Korczew, ustanowiony 28 kwietnia 1998.

## Wygląd i symbolika
Herb przedstawia na tarczy w polu żółtym srebrny krzyż patriarchalny (godło z herbu Prus zgodnie z wzorem, jakim posługiwał się rycerz Pretor), a nad tarczą orła trzymającego białą szarfę z napisem „Z BOGIEM NAD BUGIEM”, nawiązującego do ekslibrisu księgozbioru ostatnich właścicieli Korczewa.